# シエーナ歴史地区
シエーナ歴史地区（シエーナれきしちく）は、イタリアの古都シエーナにあるユネスコの世界遺産登録物件名。登録は1995年。中世の町並みが残され、国際ゴシック、ルネサンス、バロックの芸術作品を見ることができる。

## 概要
シエーナの起源は明確にはわかっておらず、古いローマの都市であるとする伝説もあるが、根拠はない。シエーナが歴史の表舞台に立つのは、東ゴート王国が滅び、東ローマ帝国による短い統治があった後、イタリア半島北部にランゴバルト王国が成立してからである。イタリア半島の統治が困難になったとは言え、アドリア海での東ローマ帝国の勢力は依然として大きく、ランゴバルト王国は物資の運搬路をフランス街道に移さざるを得なかった。シエーナはこの街道の中継基地として、主に金融業によって発展した。
西ヨーロッパ全体の経済活動が活発になり、ピサ、ジェノヴァ、ヴェネツィアといった港湾都市は、貿易によって巨万の富を得るようになった。シエーナも、これらの都市との金融取引によって潤沢な資金を得、13世紀までに西ヨーロッパ最大の金融街として栄えた。11世紀まで、現在のカステルヴェッキオ一帯にしか広がっていなかった市街地は、13世紀中期には現在の市街地にほぼ匹敵する大きさにまで拡張している。他の中世イタリアの都市と同じく、シエーナも12世紀にはコムーネが組織され、都市機能は自治共同体によって運営された。
金融業によって急速に力を得たシエーナは、やはり金融業によって勃興したフィレンツェとトスカーナの覇権をめぐって衝突することになる。これにグエルフィ（教皇党）とギッベリーニ（皇帝党）という政治的思惑もからみ、13世紀になると、熾烈な武力衝突を繰り返した。1260年のモンタペルティの戦いでシエーナはフィレンツェを破り、トスカーナの覇権を握ったが、わずか5年の後、ローマ教皇の誘いに応じて南下したフランス王国がグエルフィ同盟を結成、ギッベリーニ（皇帝派）を標榜するシエーナは孤立した。1269年、シエーナはフィレンツェとフランスの連合軍に決定的敗北を喫し、次第にシエーナの経済活動はフィレンツェに遅れをとりはじめた。
フィレンツェに覇権を奪われたとは言え、ノーヴェ体制を有するシエーナの経済活動はなお盛んであった。シエーナの芸術活動が最も盛んになるのは、この13世紀末から14世紀中期までの時期である。しかし、1350年頃からはじまり、一説では人口の半分が犠牲になったとされる黒死病の流行により、シエーナの全ての活動は停止する。以後、芸術活動は続けられるものの、そのきらめきを取り戻すことはなかった。

## 主な建築物
- シエナ大聖堂
- パラッツォ・プッブリコ (en:Palazzo Pubblico)
- カンポ広場

## 登録基準
この世界遺産は世界遺産登録基準のうち、以下の条件を満たし、登録された（以下の基準は世界遺産センター公表の登録基準からの翻訳、引用である）。
- (1) 人類の創造的才能を表現する傑作。
- (2) ある期間を通じてまたはある文化圏において、建築、技術、記念碑的芸術、都市計画、景観デザインの発展に関し、人類の価値の重要な交流を示すもの。
- (4) 人類の歴史上重要な時代を例証する建築様式、建築物群、技術の集積または景観の優れた例。